# Vermittlungstechnische Leistungsmerkmale (öffentliche Netze)
Als vermittlungstechnische Leistungsmerkmale oder auch kurz Dienstmerkmale genannt (englisch supplementary services)  bezeichnet man bei einem öffentlichen Telekommunikationsnetz zusätzlich durch das Netz zur Verfügung gestellte teilnehmerbezogene Dienste, die über den einfachen Verbindungsauf- und -abbau vom Anrufenden, dem sogenannten A-Teilnehmer, zum gerufenen Teilnehmer (B-Teilnehmer) hinausgehen.
Innerhalb von ISDN stellen die Ortsvermittlungsstellen zahlreiche Dienste bereit, die beispielsweise über ein ISDN-Telefon genutzt werden können. Das Aufrufen und die Verwaltung der Dienste erfolgt über Tastatur, Display und Hörtöne, die Steuerungsinformation wird über ein Zeichengabeverfahren (zum Beispiel DSS1) zwischen Endgerät und Vermittlungsstelle ausgetauscht. Solche Dienste werden auch Teilnehmern mit anderen Endgeräten (z. B. analogen) bereitgestellt. Das Aufrufen und die Verwaltung der Dienste erfolgt dann über die entsprechenden Signalisierungsprotokolle für diese Anschlüsse.
Vermittlungstechnische Leistungsmerkmale der öffentlichen Netze lassen sich nach ITU-T I.250 gemäß ihrer Funktionalität untergliedern. Obwohl damit eine Gliederung nur für ISDN-Dienstmerkmale standardisiert wurde, werden heute auch Leistungsmerkmale für analoge und mobile Anschlüsse sowie IP-Telefonie entsprechend eingeordnet. Dabei wird aber oft nur eine Untermenge der verfügbaren Dienstmerkmale unterstützt.

## Unterteilung der Leistungsmerkmale
Folgende Unterteilung gilt nach ITU-T I.250:
| Rufnummern-Identifikation  | z. B.: | MSN  | DDI  | CLIP | CLIR | COLP | COLR | MCID | SUB |
| Anruf-Zustellung           | z. B.: | CT   | CFB  | CFNR | CFU  | CD   | LH   |      |     |
| Anruf-Vervollständigung    | z. B.: | CW   | HOLD | CCBS | CCNR |      |      |      |     |
| Multi-Teilnehmer           | z. B.: | 3PTY | CONF |      |      |      |      |      |     |
| Benutzergruppen            | z. B.: | CUG  | PNP  |      |      |      |      |      |     |
| Erweiterte Abrechnung      | z. B.: | AOC  | REV  |      |      |      |      |      |     |
| Informationsdienstmerkmale | z. B.: | UUS  |      |      |      |      |      |      |     |

## Weitergehende Dienste
Weitergehende Dienste außerhalb vermittlungstechnischer Leistungsmerkmale sind Teil des übergeordneten intelligenten Netzes.
Neue Dienste außerhalb der ITU-T-I.250-Spezifikation ergeben sich heute zunehmend für die IP-Telefonie und können unterteilt werden in:
- Multimediadienste
- personalisierte Leistungsmerkmale

Einige Dienstmerkmale können bei entsprechender Gerätetechnik auch im Endgerät realisiert werden (z. B. Kurzwahl oder Rufumleitung im ISDN-Endgerät), so dass eine Beteiligung der Vermittlungseinrichtung nicht erforderlich ist. In diesem Fall spricht man von gerätetechnischen Leistungsmerkmalen.

## Leistungsmerkmale und ihre Beschreibung
Die im Folgenden erwähnten Leistungsmerkmale beziehen sich auf das Vorkommen im deutschen Sprachraum (Deutschland, Österreich und der Schweiz). Ihre Verwendung und Bereitstellung ist abhängig von dem jeweiligen Netzbetreiber.

### Übermittlung der Rufnummer des Anrufers (CLIP)
CLIP (Abkürzung für englisch Calling Line Identification Presentation) ist ein Leistungsmerkmal für ankommende Rufe und kann nur für diese aktiviert oder deaktiviert werden. Bei CLIP wird die Rufnummer des rufenden Teilnehmers dem gerufenen Teilnehmer übermittelt, sofern das nicht bereits auf der rufenden Seite eingeschränkt wurde (CLIR). Besitzt dann der Angerufene ein CLIP-fähiges Endgerät, wird die Rufnummer des Anrufers angezeigt. Verfügt dieses Endgerät über ein Adressbuch mit der Möglichkeit, Namen zu speichern, kann auch der entsprechende Name angezeigt werden.
Die Möglichkeit der Rufnummernanzeige beim gerufenen Teilnehmer stand ursprünglich nur für ISDN zur Verfügung und ist seit Januar 1998 in Deutschland auch für analoge Telefonanschlüsse verfügbar; in der Schweiz seit 2005. Während die Rufnummer bei ISDN-Anschlüssen als digitale Information im D-Kanal übertragen wird, wird bei analogen Anschlüssen die Zeit zwischen dem ersten und zweiten Rufsignal zur Übertragung der Daten genutzt. Dafür wird ein digitales FSK-Signal in der MDMF- oder SDMF-Codierung nach V.23-Norm verwendet. Das analoge Endgerät muss jedoch zur Auswertung dieses Signals geeignet (CLIP-fähig) sein.
CLIP wird von manchen Geräteherstellern auch als CLID (englisch Calling Line IDentification) bezeichnet.

### Unterdrückung der Rufnummer des Anrufers (CLIR)
CLIR (Abkürzung für englisch Calling Line Identification Restriction) ist ein Leistungsmerkmal für abgehende Rufe und kann nur für diese aktiviert oder deaktiviert werden. Mit CLIR ist es möglich, die Übermittlung der eigenen Rufnummer zum gerufenen Teilnehmer zu unterdrücken bzw. einzuschränken. Es wird deshalb auch als Rufnummernunterdrückung bezeichnet. Sie ist nur eingeschränkt möglich, da Notrufzentralen der Polizei, Feuerwehr und Rettungsdienste davon ausgenommen sind (CLIRO).
Die Rufnummern werden im Telefonnetz generell übertragen. Möchte ein Teilnehmer nicht, dass seine Rufnummer dem Angerufenen mitgeteilt wird, so besteht die Möglichkeit der Rufnummernunterdrückung (CLIR). Der gerufene B-Teilnehmer kann dadurch den rufenden A-Teilnehmer nicht anhand seiner Rufnummer identifizieren, auch wenn er CLIP aktiviert hat. Bei aktiviertem CLIR wird die Rufnummer zwar netzseitig bis zur Teilnehmervermittlungsstelle des Angerufenen übertragen, dem gerufenen Teilnehmer aber nicht übermittelt. Weiterhin ist es möglich, die Rufnummernunterdrückung fallweise (an analogen Telefonen durch Tonwahl einer der Rufnummer vorangestellten Tastenfolge; an ISDN-Telefonen mittels Keypad-Funktion) zu aktivieren.
Bei der Rufnummernunterdrückung werden folgende Ausprägungen unterschieden:
- Ständige Übermittlung der eigenen Rufnummer
- Fallweise Übermittlung bei ständiger Unterdrückung
- Fallweise Unterdrückung bei ständiger Übermittlung
- Ständige Unterdrückung der Rufnummernübermittlung

Je nach Dienstanbieter sind alle oder ein Teil dieser Ausprägungen verfügbar.

### Ignorieren der Rufnummernunterdrückung (CLIRO)
CLIRO (Abkürzung für englisch Calling Line Identification Restriction Override), teilweise auch als CLIRIGN (für Calling Line Identification Restriction Ignore) bezeichnet, ist ein Leistungsmerkmal für ankommende Rufe und steht grundsätzlich nur bestimmten Teilnehmeranschlüssen zur Verfügung. Es muss in der Endvermittlungsstelle des Gerufenen freigeschaltet werden. Mit CLIRO wird ein aktivierter CLIR-Dienst des Anrufenden ignoriert und seine Rufnummer immer zum Angerufenen übermittelt. Dieses Dienstmerkmal steht Notrufzentralen der Polizei, Feuerwehr, medizinischen Notfalldiensten und besonderen sicherheitsrelevanten staatlichen Anschlüssen zur Verfügung.

### Anzeige der Rufnummer des Angerufenen (COLP)
COLP (Abkürzung für englisch Connected Line Identification Presentation) ist ein Leistungsmerkmal für abgehende Rufe und kann nur für diese aktiviert oder deaktiviert werden. Bei COLP wird die Rufnummer des rufannehmenden Teilnehmers vom Anrufer eingefordert und infolgedessen rückwärts zum Anrufer (A-Teilnehmer) übermittelt. Das Leistungsmerkmal ist zum Beispiel bei Rufumleitung sinnvoll: Der Anrufer wird informiert, dass er nicht den Anschluss erreicht hat, den er gewählt hat, sondern zu einem anderen umgeleitet wurde. Der Angerufene kann jedoch durch das Leistungsmerkmal COLR die Funktion von COLP unterdrücken oder zumindest einschränken und somit die Ermittlung der eigenen Rufnummer verhindern.

### Unterdrückung der Rufnummer des Angerufenen (COLR)
COLR (Abkürzung für englisch Connected Line Identification Restriction) ist ein Leistungsmerkmal für ankommende Rufe und kann nur für diese aktiviert oder deaktiviert werden. Ist COLR aktiviert, wird unabhängig von COLP auf der rufenden Seite die Rufnummer des rufannehmenden Teilnehmers zwar im Telefonnetz rückwärts übertragen, es kommt jedoch nicht zur Übermittlung dieser zum Anrufer (A-Teilnehmer).
Dieses Leistungsmerkmal ist zum Beispiel bei Rufumleitung sinnvoll: Der Anrufer wird trotz aktiviertem COLP nicht informiert, wohin der Angerufene sein Telefon umgeleitet hat. Damit hat der Angerufene die Möglichkeit, einen eventuell aktivierten COLP-Dienst des Rufenden eingeschränkt zu unterdrücken und damit seine Privatsphäre zu schützen.

### Übermittlung des Namens des Anrufers (CNIP)
CNIP (Abkürzung für englisch Calling Name Identification Presentation) ist ein Leistungsmerkmal für abgehende Rufe und kann nur für diese aktiviert oder deaktiviert werden. Mit aktiviertem CNIP wird der beim Telekommunikationsdiensteanbieter registrierte Name des rufenden Teilnehmers sowie der Ort in alphanumerischer Form an den gerufenen Teilnehmer übertragen. Im Display des gerufenen Teilnehmers mit CNIP-fähigem Telefon wird beispielsweise Max Mustermann, Berlin angezeigt.
CNIP wird in Deutschland nur sehr selten (2014) von speziellen Telekommunikationsdiensteanbietern angeboten.

### Unterdrückung des Namens des Anrufers (CNIR)
CNIR (Abkürzung für englisch Calling Name Identification Restriction) ist ein Leistungsmerkmal für abgehende Rufe und kann nur für diese aktiviert oder deaktiviert werden. Mit aktiviertem CNIR wird der beim Telekommunikationsdiensteanbieter registrierte Name des rufenden Teilnehmers nicht an den gerufenen Teilnehmer übertragen.

### Übermittlung kundeneigener Rufnummerinformation des Anrufers (CLIP -no screening-)
CLIP -no screening- ist ein Leistungsmerkmal für abgehende Rufe und kann nur für diese aktiviert oder deaktiviert werden. Zusätzlich zur netzseitigen Rufnummer (englisch network provided) des Anrufers kann hier noch eine vom Anrufer selbst festgelegte kundenspezifische Rufnummer (englisch user provided, not screened) dem Angerufenen gesendet werden. No screening bedeutet in diesem Zusammenhang, dass die übermittelte Rufnummer nicht von dem vermittelnden Telefonnetz auf Richtigkeit überprüft werden muss. Sie unterliegt teilweise Einschränkungen, beispielsweise darf sie nach § 120 TKG nur eine andere im Nutzungsrecht des Anrufers befindliche Rufnummer sein. Zur Sicherstellung ist der Dienstanbieter nicht verpflichtet, die Verantwortung zur Beachtung der Einschränkungen obliegt ausschließlich dem Nutzer, da er diese Nummer übermittelt (englisch user provided).
Dieses Leistungsmerkmal ist für ISDN-Anlagenanschlüsse und IP-basierende Anlagenanschlüsse auf der rufenden Seite möglich und kommt nur für solche auf ankommender Seite auch zum Tragen (zumindest bei deutschen Mobilfunkanschlüssen). Bei analogen Anschlüssen wird – vorausgesetzt CLIR wurde auf der rufenden Seite nicht aktiviert – nur die netzseitige Rufnummer dem Anrufer übermittelt, andernfalls keine.
Zum Beispiel kann der Anrufer seine netzseitige Rufnummer mittels CLIR unterdrücken und die Rufnummer eines Mehrwertdienstes zum Angerufenen senden.
Generell werden beide Rufnummern des Anrufers, die netzseitige und die kundenspezifische (falls CLIP -no screening- aktiviert), im öffentlichen Telefonnetz übertragen. Aktivierte Dienste wie CLIP/CLIR/COLP auf der jeweiligen Teilnehmerseite und Art des Anschlusses entscheiden aber darüber, welche Rufnummer zum Teilnehmer selbst übermittelt wird. Gerätespezifische Einstellungen auf der Empfängerseite entscheiden letztendlich, welche Rufnummer (oder ob beide) zur Anzeige kommen. Sind allerdings gerätespezifische Einstellungen durch die Art des Anschlusses nicht möglich (z. B. bei einem Analoganschluss oder weil ein Netzanbieter diese Optionen nicht unterstützt), ist die Anzeige auch bei diesem Leistungsmerkmal klar definiert.

### Anzeige kundeneigener Rufnummerinformation des Angerufenen (COLP -no screening-)
COLP -no screening- ist ein Leistungsmerkmal für angenommene Rufe und kann nur für diese aktiviert oder deaktiviert werden. Zusätzlich zur netzseitigen Rufnummer (englisch network provided) des rufannehmenden Teilnehmers kann hier noch eine vom Rufannehmenden selbst festgelegte kundenspezifische Rufnummer (englisch user provided, not screened) dem Anrufer gesendet werden. No screening bedeutet in diesem Zusammenhang, dass die übermittelte Rufnummer nicht von dem vermittelnden Telefonnetz auf Richtigkeit überprüft wird; sie kann mit Einschränkung nur eine andere im Nutzungsrecht des Anrufers befindliche Rufnummer sein. Zur Sicherstellung ist der Dienstanbieter verpflichtet, d. h., darf nur durch diesen konfigurierbar sein.
Dieses Leistungsmerkmal ist nur für ISDN-Anschlüsse auf der rufannehmenden Seite möglich und kommt nur für solche auf anrufender Seite auch zum Tragen. Für analoge Anschlüsse wird, im Falle dass COLR auf der angerufenen Seite nicht aktiviert wurde, nur die netzseitige Rufnummer dem Anrufer übermittelt, andernfalls keine.
Zum Beispiel kann ein rufannehmender Teilnehmer seine netzseitige Rufnummer mittels COLR unterdrücken und eine andere kundenspezifische Rufnummer, z. B. der Telefonzentrale des Call-Centers oder eine Servicerufnummer, zum Anrufer senden.
Für die Anzeige der Rufnummer gilt Entsprechendes wie bei CLIP -no screening-.

### Rückruf bei Besetzt (CCBS)
Mit CCBS (Abkürzung für englisch Completion of Calls to Busy Subscriber) ist ein Anrufer in der Lage, einen Verbindungsaufbau zu einem zuvor besetzten Zielteilnehmer in der Vermittlungsstelle zu automatisieren.
Ein Anrufer, der von seinem Zielteilnehmer einen Besetztton erhält, kann vor dem Auflegen des Hörers über die Tastatur seines Endgerätes diesen Dienst aktivieren. Wird der zuvor besetzte Zielteilnehmer wieder frei (= er legt auf), erhält das Endgerät des Anrufers durch die Vermittlungsstelle eine Information darüber. Das Endgerät signalisiert nun dem Anrufer mit einem besonderen Klingelton (dem Rückruf), dass der Zielteilnehmer nicht mehr besetzt ist. Nimmt der Anrufer diesen Rückruf durch Abnehmen des Telefonhörers entgegen, wird der Zielteilnehmer durch die Vermittlungsstelle erneut gerufen.
CCBS kann nicht genutzt werden, wenn der Zielteilnehmer den ankommenden Ruf abweist oder die Vermittlungsstelle des Zielteilnehmers den Dienst nicht unterstützt.
Im Netz der Deutschen Telekom kann neben der Tonwahl nach der Besetzt-Signalisierung seit 2005 auch Sprachsteuerung zur Aktivierung des Rückrufs verwendet werden. Der für den vorherigen Anwahlversuch ausgewählte Call-by-Call/Preselection-Anbieter wird auch beim Aufbau der Verbindung mittels Rückruf berücksichtigt.
CCBS ist jedoch nicht mit der Funktion (Automatische) Wiederwahl einiger Geräte unabhängig vom Telekommunikationsnetz zu verwechseln, bei dem im Falle eines Besetzttons das anrufende Gerät nach einer vorher festgelegten Zeitspanne den Zielteilnehmer wiederholt anruft, bis kein Besetztton mehr festgestellt werden kann, sprich der Anschluss des Zielteilnehmers wieder frei ist.

### Rückruf bei Nichtmelden (CCNR)
Mit CCNR (englische Abkürzung für Completion of Calls on No Reply) ist ein Anrufer in der Lage, einen Verbindungsaufbau zu einem Zielteilnehmer, der sich nicht meldet, in der Vermittlungsstelle zu automatisieren.
Ein Anrufer, dessen Zielteilnehmer frei ist (der Anruf wird nicht entgegengenommen), kann vor dem Auflegen des Telefonhörers über die Tastatur seines Endgerätes diesen Dienst aktivieren. Wenn der Zielteilnehmer das nächste Mal den Telefonhörer auflegt, erhält das Endgerät des Anrufers durch die Vermittlungsstelle diese Information. Es signalisiert nun dem Anrufer mit einem besonderen Klingelton (dem Rückruf), dass der Zielteilnehmer verfügbar ist. Nimmt der Anrufer diesen Rückruf durch Abnehmen des Hörers entgegen, wird er durch die Vermittlungsstelle erneut mit dem gewünschten Zielteilnehmer verbunden.

Sinnbild für Anklopfen nach IEC 60417

### Anklopfen (CW)
Wenn das Leistungsmerkmal Anklopfen (englisch Call Waiting) aktiviert ist, wird dem Teilnehmer während einer bestehenden Verbindung ein weiterer ankommender Ruf durch einen sogenannten Anklopfton signalisiert. Der so informierte Teilnehmer hat dann die Möglichkeit, dieses zweite Gespräch entgegenzunehmen, zu ignorieren oder abzuweisen. Um den zweiten Anruf entgegenzunehmen, kann der Teilnehmer die erste Verbindung beenden oder mit dem Leistungsmerkmal Rückfrage die erste Verbindung in den Zustand Halten bringen.

### Halten, Rückfrage, Makeln (HOLD)

Sinnbild für Rückfrage, Makeln nach IEC 60417

Die Leistungsmerkmale Halten, Makeln und Rückfrage werden in der Regel gebündelt von einer Vermittlungsstelle oder Telefonanlage als Leistungsmerkmal Call Hold (HOLD) angeboten.

Sinnbild für Anruf halten nach IEC 60417

#### Halten
Durch das Leistungsmerkmal Halten kann ein Teilnehmer eine bestehende Verbindung in einen Wartezustand bringen. Der andere Teilnehmer erhält in diesem Zustand in der Regel eine Ansage oder Wartemusik.

#### Rückfrage
Mit Rückfrage wird die Möglichkeit bezeichnet, zu einer bestehenden Verbindung, die vorher mit Halten in einen Wartezustand gebracht wurde, vom selben Endgerät eine zweite Verbindung aufzubauen oder ein anklopfendes Gespräch entgegenzunehmen.

#### Makeln
Makeln ist ein Leistungsmerkmal, bei dem ein Teilnehmer abwechselnd zwischen zwei aktiven Verbindungen hin- und herschalten kann. Es können nur die Teilnehmer der gerade bestehenden aktiven Verbindung miteinander sprechen. Der wartende Teilnehmer wird bis zur Wiederaufnahme des Gesprächs in der Vermittlungsstelle oder Telefonanlage gehalten.

### Vermitteln im Amt (ECT)
Mit dem Explicit Call Transfer (ECT) kann eine bestehende Verbindung zu einem anderen Teilnehmer vermittelt werden. Eine Verbindung im HOLD-Zustand wird dabei mit der aktiven Verbindung zusammengeschaltet, anschließend sind beide externen Teilnehmer verbunden. Die Verbindung läuft aber kostenpflichtig immer noch über die Vermittlungsstelle des Vermittelnden.

### Dreierkonferenz (3PTY)

Sinnbild für Dreierkonferenz nach IEC 60417

Mit dem Dienst Dreierkonferenz (englisch Three-Party Conference oder Three-way calling) kann ein Konferenz-einberufender Teilnehmer, auch Initiator genannt, eine vereinfachte Telefonkonferenz veranlassen. Dabei können drei Teilnehmer gleichzeitig miteinander telefonieren, und zwar jeder mit jedem. Die Dreierkonferenz wird von der Vermittlungsstelle ausgeführt, ohne dass dafür eine Konferenzschaltung benötigt wird. Teilnehmer an einer Dreierkonferenz müssen bereits vermittlungstechnisch durchgeschaltet sein, bevor diese initiiert werden kann. Dadurch unterscheidet sie sich von der eigentlichen Telefonkonferenz mit Konferenzschaltung, welche zusätzliche Merkmale bietet und benötigt.
Für den Initiator einer Dreierkonferenz besteht der Unterschied darin, dass die beiden anderen Gesprächspartner bereits mit ihm verbunden sein müssen. Sie müssen entweder auf Halten geschaltet sein, oder einer auf Halten und der andere im aktiven Gespräch. In manchen Mobilfunknetzen lassen sich Teilnehmer auch beim Anklopfen (Call Waiting) in eine Dreierkonferenz einbeziehen. Jedoch kann bei der Dreierkonferenz der Initiator nie mehr als zwei andere Teilnehmer in die Konferenz aufnehmen.
Bei ISDN-Anschlüssen wäre es möglich, eine Dreierkonferenz auch gerätetechnisch herbeizuführen. Jedoch würden dafür zwei B-Kanäle (für jeden externen Konferenzteilnehmer wäre einer erforderlich) belegt, anstatt nur einer, wie es bei der vermittlungstechnischen Dreierkonferenz der Fall ist. Auch moderne SIP-Telefone verfügen über dieses gerätetechnische Dienstmerkmal.

### Mehrfachrufnummern (MSN) bei Mehrgeräteanschluss
Mit MSN (englische Abkürzung für Multiple Subscriber Number) kann ein ISDN-Basisanschluss unter mehreren Rufnummern erreichbar sein. Die MSNs können flexibel auf die Endgeräte aufgeteilt werden. In Deutschland ist die Anzahl der MSNs pro ISDN-Mehrgeräteanschluss von der Bundesnetzagentur auf maximal zehn begrenzt. Die MSN ist der Teil der Telefonnummer, der auf die Ortsnetzkennzahl, auch Vorwahl genannt, folgt.

### Umstecken am Bus (TP) bei Mehrgeräteanschluss
Mit TP (englische Abkürzung für Terminal Portability) kann ein Gespräch in der Vermittlungsstelle geparkt werden und das ISDN-Endgerät an eine andere ISDN-Dose innerhalb des S0-Busses eines Basisanschlusses umgesteckt werden.

### Durchwahl (DDI) bei Anlagenanschluss
DDI (Abkürzung für englisch Direct Dialling In) (auch als direct inward dialing (DID) bekannt) definiert einen Rufnummernblock, durch den Endgeräte einer Telefonanlage direkt angewählt werden können.

Sinnbild für Anrufweiterschaltung nach IEC 60417

### Anrufweiterschaltung (CF und CD)
Über das Leistungsmerkmal Anrufweiterschaltung (englisch Call Diversion) kann ein ankommendes Gespräch durch die Vermittlungsstelle zu einer festgelegten Rufnummer umgeleitet werden. Dabei werden keine B-Kanäle zum Teilnehmer belegt, d. h., die Umschaltung erfolgt direkt in der Vermittlungsstelle des Angerufenen. Zum Weiterleitungsziel wird die Rufnummer des ursprünglichen Anrufers (A-Teilnehmer) signalisiert, aber ebenso die des ursprünglich Angerufenen (B-Teilnehmer). Innerhalb von ISDN können solche Rufnummern am Weiterleitungsziel auch angezeigt werden, denn netzseitig werden sie im deutschsprachigen Raum immer übertragen. Das gilt jedoch nicht über Ländergrenzen hinweg und ist zum Teil auch nur eingeschränkt über Netzgrenzen hinweg möglich, z. B. vom Festnetz zu bestimmten Mobilfunknetzen innerhalb Deutschlands. Anrufweiterschaltung (Call Diversion) ist der Oberbegriff für verschiedene Ausprägungen von Call-Forwarding- und Call-Deflection-Diensten (CF bzw. CD):
- Bei CFALD (englische Abkürzung für Call Forwarding All Lines Disturbed) erfolgt die Umleitung sofern alle Leitungen des Anschlusses gestört sind auf ein zuvor festgelegtes Ziel.
- Bei CFU (englische Abkürzung für Call Forwarding Unconditional) erfolgt die Umleitung in jedem Fall sofort – sofortige Rufumleitung.[16]
- Bei CFB (englische Abkürzung für Call Forwarding Busy, dt. Anrufweiterschaltung bei Besetzt) erfolgt die Umleitung nur, wenn der Zielteilnehmer besetzt ist – Rufumleitung bei besetzt.[17]
- Bei CFNR (englische Abkürzung für Call Forwarding on No Reply) erfolgt die Umleitung nur, wenn sich der Zielteilnehmer nach einer bestimmten Zeit (in der Regel nach ca. 15 Sekunden) nicht meldet – verzögerte Rufumleitung.[18]
- Mit CFDDI (englische Abkürzung für Call Forwarding Direct Dialing In) werden Anrufweiterschaltungen unabhängig von der Telefonanlage vollständig im Telefonnetz konfiguriert und geschaltet. Genutzt wird dieses Leistungsmerkmal in Deutschland zum Beispiel bei einem Anlagenanschluss ohne Anschlussleitung. CFDDI ist ein firmenspezifischer Standard von Siemens, da dieser Typ von Anrufweiterschaltung international nicht standardisiert wurde. Entsprechend finden sich ähnliche Dienste auch bei anderen Herstellern, z. B. als CFUWA (CFU on directory number Without Access) der Firma Alcatel-Lucent.
- Bei CFVM (englische Abkürzung für Call Forwarding to Voice Mail) erfolgt die Anrufweiterschaltung konfigurierbar durch den Teilnehmer zeitabhängig, sofort oder bei Nichterreichbarkeit zu dem netzinternen Anrufbeantworter des Teilnehmers. Dieser Dienst wird vor allem in Mobilfunknetzen verwendet.
- Bei CFP (englische Abkürzung für Call Forwarding Parallel) klingeln beide Telefone gleichzeitig.
- CD (englische Abkürzung für Call Deflection, dt. Anrufweiterschaltung nach Rufzustellung (AWS-R)) oder auch Rufumleitung unterscheidet sich von den Call-Forwarding-Diensten, da hier die Weiterleitung fallweise (per Anruf) eingeleitet wird und nicht konfiguriert zu einem Ziel.[19] Rufumleitung und Call-Forwarding-Dienstmerkmale werden unter dem Oberbegriff Call Diversion zusammengefasst.
- CDO (englische Abkürzung für Call Diversion Override) erlaubt die Unterdrückung einer aktivierten Anrufweiterschaltung oder Rufumleitung. Dieses Dienstmerkmal steht normalerweise privaten Anschlüssen nicht zur Verfügung.

Anrufweiterschaltung ist somit ein vermittlungstechnisches Leistungsmerkmal, da die Ausführung des Dienstes vom vermittelnden Netz bereitgestellt wird. Demgegenüber gibt es diesen Dienst auch als gerätetechnisches Leistungsmerkmal. Damit ist in der Regel die Weiterleitung über das Endgerät des B-Teilnehmers gemeint. Befindet sich das Weiterleitungsziel außerhalb des eigenen Anschlusses, so werden während des Gespräches zwei B-Kanäle belegt. Am Weiterleitungsziel wird nicht die Rufnummer des ursprünglichen Anrufers, sondern die des weiterleitenden B-Teilnehmers als Anrufer signalisiert.

### Partial Rerouting (PR)
Partial Rerouting war ein Leistungsmerkmal von ISDN-Vermittlungsstellen. Dabei wurde ein Anruf zunächst von der Vermittlungseinrichtung zur Telefonanlage signalisiert. Diese meldete bei aktiviertem PR zurück, dass und wohin der Anruf weitergeleitet werden soll. Die Zielrufnummer, wohin weitergeleitet werden soll, konnte von Anruf zu Anruf eine andere sein. Partial Rerouting konnte für die Dienstmerkmale CFU, CFNR und CFB und CD aktiviert werden, wenn das Weiterleitungsziel zurück in das öffentliche Vermittlungsnetz führte. Mit PR wurde beim Weiterleiten das abschnittsweise Abbauen der bis dahin aufgebauten Verbindung erreicht, damit für die Dauer eines weitergeleiteten Gespräches keine Verbindungskanäle vom öffentlichen Netz zur Telefonanlage belegt waren. In aktuellen Netzen wird Partial Rerouting durch Call Deflection (CD) oder z. B. bei SIP durch Status-Code 302 Moved Temporarily realisiert.

### Umlegen (CT)
Mit dem Leistungsmerkmal Call Transfer (CT) kann eine Wählverbindung auf ein anderes Endgerät umgelegt oder Wählverbindungen zusammengeschaltet werden. Die Abläufe sind in der Empfehlung ITU-T I.252.1 standardisiert.

### Tarifinformationen (AOC)
AOC (Abkürzung für englisch Advice of Charge) ist ein Leistungsmerkmal zur Übermittlung von Gebühreninformationen zum anrufenden Teilnehmer. Um die Tarifinformationen zu übermitteln, existieren drei Möglichkeiten:
- Während einer Verbindung (AOC-D), (englisch Advice of Charge During Call)
- Am Ende einer Verbindung (AOC-E), (englisch Advice of Charge at End of Call)
- Vor und gegebenenfalls während einer Verbindung (AOC-S)

siehe auch: Advice of Charge

### Identifizieren (MCID)
MCID (englische Abkürzung für Malicious Call Identification) ist ein Dienstmerkmal für ankommende Rufe und ist zur Identifizierung von Klingelstörern, belästigenden Anrufern und bei anderen Straftatbeständen mittels Telefonanruf gedacht (umgangssprachlich auch als Fangen oder Fangschaltung bekannt). Der gerufene Teilnehmer kann damit veranlassen, dass die Rufdaten eines eingehenden Anrufes im Netz aufgezeichnet werden, auch bei und trotz aktivierter Rufnummernunterdrückung. Die Rufdaten enthalten die Rufnummer des Anrufers und des Angerufenen sowie Uhrzeit und Datum. Diese Daten, vom Telefondienstanbieter ausgestellt, sind als Beweismittel vor Gericht anerkannt. MCID ist in folgenden Ausprägungen verfügbar:
- Identifizieren während eines bestehenden Anrufs mittels Aktivierung durch den Angerufenen.
- Identifizieren innerhalb einer bestimmten Zeit nach Ende des Anrufs, erfordert die Aktivierung durch den Angerufenen innerhalb von 30 Sekunden, nachdem der Anrufer aufgelegt hat. Nicht möglich, wenn der Angerufene selbst aufgelegt hat.
- Identifizieren vor Annahme eines Anrufes (zur Identifizierung von so genannten Klingelstörern). In der Regel ist das noch 20 Sekunden möglich, nachdem der Anrufer aufgelegt hat.
- Automatisches Identifizieren von allen nicht beantworteten Anrufen.
- Automatisches Identifizieren von allen Anrufen (beantworteten und nicht beantworteten Anrufen).

In Deutschland ist die Verfügbarkeit dieses Leistungsmerkmales gesetzlich vorgeschrieben und Bereitstellung und Verwendung im Telekommunikationsgesetz (Deutschland) definiert. Es muss in der Regel beim Telefondienstanbieter beantragt werden. Gewährt wird eine Fangschaltung (bzw. MCID) in der Regel nur bei der Glaubhaftmachung eines damit im Zusammenhang stehenden straf- oder zivilrechtlichen Tatbestandes.
§ 101 TKG 2004: Mitteilen ankommender Verbindungen regelt im Einzelnen:
- Bereitstellung einer Fangschaltung und der Annahme eines Antrags
- Auskunft der festgestellten Verbindungen
- Netzübergreifende Auskünfte
- Unterrichtung des Inhabers des Anschlusses, von dem die festgestellten Verbindungen ausgegangen sind
- Datenschutzrechtliche Festlegungen

### Subadresse (SUB)
Subadresse ist eine teilnehmerseitige Erweiterung der Rufnummer über den öffentlichen Nummerierungsplan hinaus. Das Dienstmerkmal steht nur ISDN-Anschlüssen auf der rufenden und angerufenen Seite zur Verfügung. Die zusätzliche Adressierungsmöglichkeit kann dazu benutzt werden, bestimmte Endgeräte hinter der ISDN-Teilnehmer-Schnittstelle anzusprechen, z. B. zur Aktivierung eines Verstärkers für eine Durchsage oder zum Starten eines PC-Programmes.
Das Dienstmerkmal kann nur durch den Netzbetreiber aktiviert werden. Dabei benötigt nur der gerufene Teilnehmer diese Berechtigung. Teilnehmerabhängige Aktivierung oder Deaktivierung ist nicht vorgesehen. SUB kann bei allen anderen Diensten parallel angewandt werden und besitzt keine unterschiedlichen Ausprägungen.
Will Teilnehmer A einem Teilnehmer B eine Subadressinformation mitteilen, setzt er das sogenannte Called-Subadress-Feld in seinem Anruf auf. Diese Information wird dann transparent durch das vermittelnde Telefonnetz übertragen und Teilnehmer B bei entsprechender Berechtigung auch zugestellt.
Die maximale Länge der Subadresse beträgt 20 Bytes, damit sind bis zu 40 Telefonziffern übertragbar. Diese sind abhängig von der jeweils gewählten Teilnehmerkodierung.

### Teilnehmer-zu-Teilnehmer-Signalisierung (UUS)
UUS (Abkürzung für englisch User-to-User Signalling) sind Leistungsmerkmale, die es dem Kunden ermöglichen im Signalisierungskanal (D-Kanal bei ISDN) eigene Daten zwischen den Teilnehmern zu übertragen. Es sind drei UUS-Leistungsmerkmale definiert:
- UUS1: Datenaustausch während des Verbindungsauf- und -abbaus
- UUS2: Datenaustausch während des Verbindungsaufbaus
- UUS3: Datenaustausch während der Verbindungsdauer

### Priorität oder auch Katastrophenberechtigung
Das Leistungsmerkmal Priorität (englisch Priority) ist ein Anschluss-spezifischer Dienst und versieht den Teilnehmer mit einer höheren Priorität bei der Vermittlung von Anrufen von und zu seinem Teilnehmeranschluss. Das ermöglicht Telefonieren auch bei Überlastung einzelner Vermittlungsstellen oder des ganzen Telefonnetzes. Verwendung findet dieser Dienst zum Beispiel bei Behörden mit besonderen hoheitlichen oder Sicherheitsaufgaben und bei Krankenhäusern. Er soll deren Handlungsfähigkeit auch in Katastrophenfällen und Überlastungen des Telefonnetzes sicherstellen. Das Leistungsmerkmal ist in drei verschiedenen Ausprägungen erhältlich:
- Priorität in Katastrophenfällen: Dieser Dienst kommt nur bei ausgewiesenen Katastrophenfällen zum Tragen. Dazu muss die Vermittlungsstelle in den so genannten Katastrophenzustand gebracht werden, damit diese Anschlüsse bei der Telefonvermittlung eine höhere Priorität bekommen. Die Priorisierung wirkt sich nur auf die Ortsvermittlungsstelle des Anschlusses aus und gilt nicht für die nachfolgende beziehungsweise davorliegende Vermittlung im Telefonnetz.
- Priorität bei Überlastung: Anschlüsse mit dieser Ausprägung verfügen jederzeit über eine höhere Priorität von und zu diesem Anschluss. Jedoch wirkt sich auch hier die Priorität ausschließlich auf die Ortsvermittlungsstelle des Anschlusses aus und gilt nicht für nachfolgende beziehungsweise davorliegende Vermittlung im Telefonnetz. Diese Vorrangbehandlung wirkt sich spürbar nur im Fall einer Überlastung der Ortsvermittlungsstelle aus.
- Priorität mit Rufnummernkategorie: Anschlüsse mit dieser Ausprägung verfügen jederzeit über eine im Vermittlungsnetz änderbare Priorität. Sie kann in Katastrophenfällen noch erhöht werden und hat dann auch Vorrang vor anderen Prioritätsdiensten und -stufen. Dabei wird eine Prioritätskennung in der so genannten Rufnummernkategorie (englisch calling party category) übertragen und behält ihre zugewiesene Priorität somit im ganzen Netz bei. Es ist die Premiumausprägung des Dienstmerkmals Priorität. Diese Priorität gilt auch für Anrufe zu diesem Anschluss und kann dabei bereits in der Ortsvermittlungsstelle auch eines Anrufers ohne Priorität erkannt werden.

Das Anschlussmerkmal Priorität steht für analoge und ISDN-Anschlüsse zur Verfügung. Jedoch ist der Dienst in der Regel für private Anschlüsse nicht zu erhalten. Er benötigt eine besondere Beauftragung von staatlicher Seite. Die Verfügbarkeit des Leistungsmerkmals ist in Deutschland für das öffentliche Telefonnetz gesetzlich vorgeschrieben.

### Abweisen unbekannter Anrufer (ACR)
Mit aktiviertem Dienstmerkmal Anonymous Call Rejection (ACR) wird der Verbindungswunsch für kommende Anrufe mit unterdrückter Rufnummernübermittlung (CLIR) vermittlungstechnisch abgewiesen und nicht zum Angerufenen durchgestellt. Der Anrufer erhält dann von der Vermittlungsstelle eine Ansage; im Telekom-Netz beispielsweise mit dem irreführenden Text „Der gewünschte Gesprächspartner ist vorübergehend nicht erreichbar, bitte versuchen Sie es später noch einmal.“, bei der Swisscom mit dem zielführenden Text „Der Swisscom-Kunde wünscht keine Anrufe mit unterdrückter Rufnummer.“
Dieses Dienstmerkmal wird von den meisten Telefonanschlussanbietern nicht aktiv vermarktet (jede fehlgeschlagene Verbindung bedeutet verlorene Einnahmen), muss jedoch auf Grund einer EU-Richtlinie und der Übertragung ins Deutsche Recht (§ 102 Abs. 1 Satz 2 TKG 2007) auf Anfrage kostenfrei für alle Anschlüsse aktiviert werden, zunächst jedoch noch ohne Einleitung verwaltungsrechtlicher Maßnahmen. Das gilt nicht für Teilnehmeranschlüsse geschlossener Benutzergruppen.

### Anrufbenachrichtigung (MWI)
In Mobilfunknetzen, aber auch bei einigen Festnetzen gibt es einen vom Dienstanbieter netzseitig bereitgestellten Anrufbeantworter (englisch Voice Mail System). Werden aufgrund von Nichterreichbarkeit oder Nichtverfügbarkeit des Angerufenen Anrufe zu diesem VMS-Server umgeleitet, dann können dem Angerufenen dort Sprachnachrichten hinterlegt werden. Zusammen mit dem netzseitigen Anrufbeantworter erhält ein Teilnehmer in der Regel ebenfalls den vermittlungstechnischen Dienst MWI (englische Abkürzung für Message Wait Indication). Bei einer eingegangenen Sprachnachricht übermittelt dabei der VMS-Server eine Information zu dem Teilnehmer oder dessen netzseitigen Teilnehmerdaten. Vermittlungstechnisch werden im gesamten deutschen Sprachraum die Nachrichten mittels des TCAP-Protokolls übertragen. In anderen Ländern, beispielsweise Italien, kann das auch mittels eines automatischen Anrufs zu Teilnehmern mit überdekadischer Ziffernkennung geschehen. Wie das Netz die Information letztlich dem Teilnehmer mitteilt, kann sehr verschieden sein und ist abhängig von netz- wie auch gerätetechnischen Ausprägungen:
- Der Teilnehmer hört beim Abheben des Hörers einen besonderen Wählton (englisch stutter-tone oder auch MWI-Ton genannt).
- Der Teilnehmer hört beim Abheben des Hörers eine kurze Ansage noch vor dem normalen Wählton. Die Verwendung einer Ansage erlaubt es einem Faxgerät, einen normalen Wählton zu erkennen und trotzdem ein Fax zu übermitteln, gerade auch bei aktiviertem MWI.
- Der Teilnehmer hört, zusätzlich zur Ausprägung mit Ansage oder MWI-Ton, noch einen kurzen Klingelton.
- Der Teilnehmer erhält eine Textnachricht, vor allem bei ISDN-Geräten verwendet. Speziell bei ISDN-Geräten kann die MWI-Information funktional im DSS1-Protokoll übertragen werden. Die Darstellung (LED anschalten oder Textnachricht und/oder Klingelton) am ISDN-Gerät selbst ist gerätespezifisch.
- Das Telefongerät des Teilnehmers bekommt ein FSK-Signal übermittelt, das eine LED am Telefon anschaltet. Diese Möglichkeit kann nur bei analogen Anschlüssen verwendet werden und ist bekannt als VMWI (englisch Visual Message Wait Indication).

In Mobilfunknetzen wird vor allem die Anrufbenachrichtigung per SMS verwendet, da hier die notwendigen gerätespezifischen Merkmale auf Teilnehmerseite vorliegen. Es handelt sich dabei allerdings um kein vermittlungstechnisches Leistungsmerkmal, da hier alleine die Übertragung mit Hilfe des SMS-Dienstes bereitgestellt wird.

### Anruf-Info per SMS
In den deutschen Mobilfunknetzen etablierten die Netzbetreiber seit 2005 bei kundenseitig deaktiviertem netzseitigem Anrufbeantworter die Anruf-Info per SMS genannte SMS-Benachrichtigung von Teilnehmern über entgangene Anrufe, wobei die in diesem Fall erfolgende Nichterreichbarkeitsansage dem Anrufer meist als kostenpflichtige Verbindung in Rechnung gestellt wird.

### Roaming
Bei Mobilfunknetzen ist es üblich, auch in ausländischen Netzen zu telefonieren und erreichbar zu sein (Roaming). Basis dafür sind Abkommen zwischen den Netzbetreibern.